# Meliaduse d'Este
Meliaduse d'Este (anche Meliaduxe e Milliaduse) (Ferrara, 3 marzo 1406 – 25 gennaio 1452) fu il secondogenito dei figli illegittimi di Niccolò III d'Este.

## Biografia

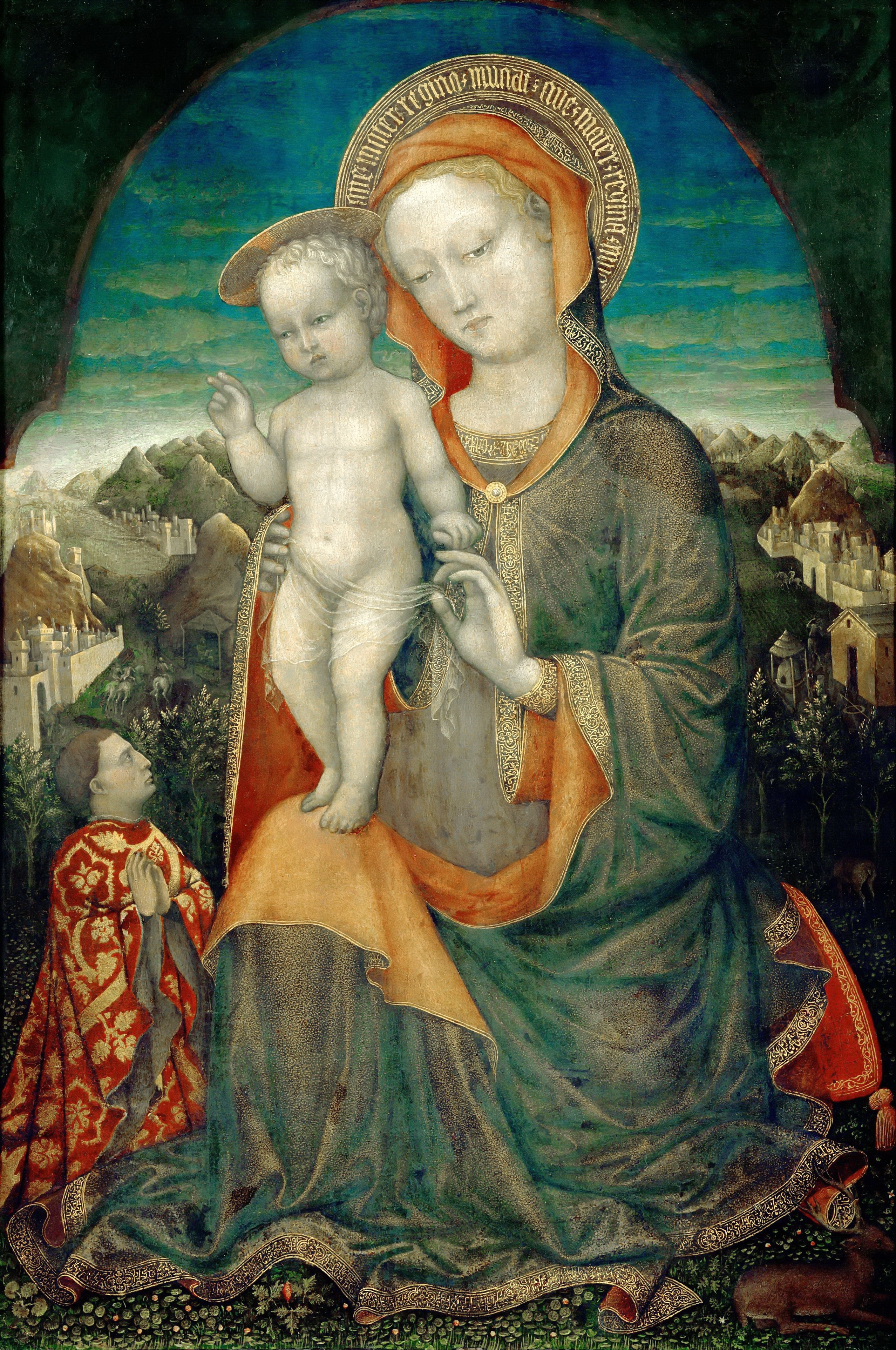
Jacopo Bellini, Madonna dell'Umiltà adorata da un principe della casata Estense.

Meliaduse era figlio naturale del marchese di Ferrara, Niccolò III d'Este e di Caterina Abaresani (o di Caterina di Taddeo medico; fu abate commendatario di San Bartolo dal 1425 fino al 1450, quando si dimise. 
Il padre non volle destinarlo al marchesato e poco dopo la morte del primogenito Ugo lo forzò alla carriera ecclesiastica, cui si piegò dopo una fuga in Francia nel 1425.
Nel 1440 intraprese un viaggio di nove mesi in Terra Santa, di cui ci è rimasta la descrizione. L'occasione del pellegrinaggio al Santo Sepolcro fu il matrimonio tra Amedea Paleologa, figlia del marchese del Monferrato Giovanni Giacomo Paleologo, con Giovanni II Lusignano, re di Cipro. Visti i rapporti fra la casa d'Este e i marchesi del Monferrato, Meliaduse fu il principale accompagnatore della sposa che si era fermata a Ferrara prima di imbarcarsi a Venezia per la Terra Santa.
Dopo la cerimonia di nozze, Meliaduse partì da Cipro per giungere a Beirut; da lì si portò a Damasco, dove soggiornò due mesi, poi Gerusalemme, il Cairo e quindi Alessandria d'Egitto, da cui si imbarcò per tornare a Venezia.
Il suo nome si incontra spesso nelle corrispondenze dell'epoca e alcuni storici ritengono che fu mecenate d'arte, forse raffigurato, ad esempio, nel dipinto di Jacopo Bellini della Madonna dell'Umiltà adorata da un principe della casata Estense.

## Discendenza
Ebbe in totale otto figli illegittimi da varie donne, non note, tre maschi e cinque femmine:
- Scipione, che visse a Ferrara e sposò Leonarda di Lodovico Fregoso, la quale era cieca.[4]
- Niccolò, che visse a Modena;
- Polidoro, chierico;
- Pantea, suora in Sant'Antonio a Ferrara;
- Lucrezia, sposò nel 1474 il gentiluomo ferrarese Pietro dal Sacrato;[5]
- Isotta, suora in San Guglielmo a Ferrara;
- Laura, suora in Sant'Antonio;
- Polissena, sposò il conte Giovanni Romei, poi il condottiero Scaramuzza Visconti Aicardi.

## Ascendenza
|                     |     |                    | Genitori       |  |  | Nonni |  |  | Bisnonni          |  |  | Trisnonni              |  |
|                     |     |                    |                |  |  |       |  |  | Obizzo III d'Este |  |  | Aldobrandino II d'Este |  |
|                     |     |                    |                |  |  |       |  |  | Obizzo III d'Este |  |  | Aldobrandino II d'Este |  |
|                     |     | Alda Rangoni       |                |  |  |       |  |  | Obizzo III d'Este |  |  |                        |  |
| Alberto V d'Este    |     |                    |                |  |  |       |  |  | Obizzo III d'Este |  |  |                        |  |
|                     |     | Lippa Ariosti      | Jacopo Ariosti |  |  |       |  |  |                   |  |  |                        |  |
|                     |     | Lippa Ariosti      | Jacopo Ariosti |  |  |       |  |  |                   |  |  |                        |  |
|                     |     | Lippa Ariosti      | …              |  |  |       |  |  |                   |  |  |                        |  |
| Niccolò III d'Este  |     | Lippa Ariosti      |                |  |  |       |  |  |                   |  |  |                        |  |
|                     |     | Alberto Albaresani | …              |  |  |       |  |  |                   |  |  |                        |  |
|                     |     | Alberto Albaresani | …              |  |  |       |  |  |                   |  |  |                        |  |
|                     |     | Alberto Albaresani | …              |  |  |       |  |  |                   |  |  |                        |  |
| Isotta Albaresani   |     | Alberto Albaresani |                |  |  |       |  |  |                   |  |  |                        |  |
|                     |     | ...                | …              |  |  |       |  |  |                   |  |  |                        |  |
|                     |     | ...                | …              |  |  |       |  |  |                   |  |  |                        |  |
|                     |     | ...                | …              |  |  |       |  |  |                   |  |  |                        |  |
| Meliaduse d'Este    |     | ...                |                |  |  |       |  |  |                   |  |  |                        |  |
|                     | ... | …                  |                |  |  |       |  |  |                   |  |  |                        |  |
|                     | ... | …                  |                |  |  |       |  |  |                   |  |  |                        |  |
|                     | ... | …                  |                |  |  |       |  |  |                   |  |  |                        |  |
| …                   | ... |                    |                |  |  |       |  |  |                   |  |  |                        |  |
|                     |     | ...                | …              |  |  |       |  |  |                   |  |  |                        |  |
|                     |     | ...                | …              |  |  |       |  |  |                   |  |  |                        |  |
|                     |     | ...                | …              |  |  |       |  |  |                   |  |  |                        |  |
| Caterina Albaresani |     | ...                |                |  |  |       |  |  |                   |  |  |                        |  |
|                     |     | ...                | …              |  |  |       |  |  |                   |  |  |                        |  |
|                     |     | ...                | …              |  |  |       |  |  |                   |  |  |                        |  |
|                     |     | ...                | …              |  |  |       |  |  |                   |  |  |                        |  |
| ...                 |     | ...                |                |  |  |       |  |  |                   |  |  |                        |  |
|                     |     | ...                | …              |  |  |       |  |  |                   |  |  |                        |  |
|                     |     | ...                | …              |  |  |       |  |  |                   |  |  |                        |  |
|                     |     | ...                | …              |  |  |       |  |  |                   |  |  |                        |  |
|                     |     | ...                |                |  |  |       |  |  |                   |  |  |                        |  |